# Nuovo Calcio Trento 2001-2002
Questa pagina raccoglie le informazioni riguardanti il Nuovo Calcio Trento nelle competizioni ufficiali della stagione 2001-2002.

## Rosa
| N. |                               | Ruolo | Calciatore            |
| -- | ----------------------------- | ----- | --------------------- |
|    | Italia (bandiera)             | C     | Pietro Antonio Arabia |
|    | Romania (bandiera)            | C     | Augustin Călin        |
|    | Italia (bandiera)             | D     | Ivano Casanova        |
|    | Italia (bandiera)             | A     | Francesco Cester      |
|    | Italia (bandiera)             | D     | Mario Chianello       |
|    | Italia (bandiera)             | D     | Agatino Chiavaro      |
|    | Italia (bandiera)             | C     | Luciano Clara         |
|    | Italia (bandiera)             | A     | Stefano Cuccù         |
|    | Italia (bandiera)             |       | Daccordo              |
|    | Italia (bandiera)             | C     | Stefano De Agostini   |
|    | Italia (bandiera)             | D     | Manuel Favaro         |
|    | Italia (bandiera)             | A     | Flavio Fiorio         |
|    | Italia (bandiera)             | D     | Marco Gabrielli       |
|    | Italia (bandiera)             | A     | Vincenzo Garofalo     |
|    | Macedonia del Nord (bandiera) | A     | Adzi Haza             |
|    | Italia (bandiera)             | C     | Claudio Ischia        |
|    | Italia (bandiera)             | C     | Leonardo Malaguti     |

| N. |                           | Ruolo | Calciatore            |
| -- | ------------------------- | ----- | --------------------- |
|    | Italia (bandiera)         | D     | Nicola Malventi       |
|    | Italia (bandiera)         | C     | Salvatore Mantovani   |
|    | Italia (bandiera)         | D     | Christian Maraner     |
|    | Italia (bandiera)         | D     | Riccardo Onorato      |
|    | Italia (bandiera)         | C     | Adriano Pezzoli       |
|    | Italia (bandiera)         | A     | Massimo Pierotti      |
|    | Italia (bandiera)         | D     | Gabriele Rodighiero   |
|    | Italia (bandiera)         | A     | Alberto Rondina       |
|    | Italia (bandiera)         | P     | Ivano Rotoli          |
|    | Italia (bandiera)         | D     | Giuseppe Sanfratello  |
|    | Costa d'Avorio (bandiera) | D     | Ibrahiman Scandroglio |
|    | Italia (bandiera)         | C     | Luca Tabbiani         |
|    | Italia (bandiera)         | C     | Alessandro Tagli      |
|    | Italia (bandiera)         | C     | Nicola Trentini       |
|    | Italia (bandiera)         |       | Vinicio               |
|    | Italia (bandiera)         | D     | Boris Volani          |
|    | Italia (bandiera)         | C     | Michael Zago          |